# Hans Aschenborn

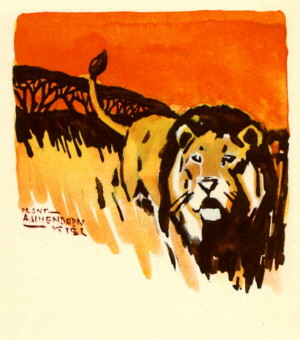
Kiel, acuarela, león macho.

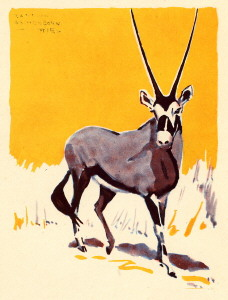
Kiel, acuarela, órice.

Hans Anton Aschenborn (Kiel, 1 de febrero de 1888-Kiel, 10 de abril de 1931) fue un escritor y pintor faunístico germano-sudafricano.

## Biografía
Nacido en Alemania, emigró a lo que sería Namibia en 1909. En 1912 se compró la granja "Quickborn" y en 1913 se casó con Emma Bredow. Se mudaron a Sudáfrica en 1920 y regresaron a Alemania en 1921.

## Obras
- Onduno und andere afrikanische Tiergeschichten (1922)
- Die zweite Heimat (1923)
- Die Farm im Steppenlande (1925)
- Afrikanische Buschreiter (1926)
- Mardádi und andere Kolonial-Erzählungen (1926)
- Mit Auto und Motorrad durch Wildafrika (1930)